# Fundación GNOME
La Fundación GNOME es una asociación englobada en el proyecto GNOME, para facilitar una forma de comunicación con medios de comunicación, organizaciones comerciales y no comerciales interesados en GNOME. Está compuesta por varias estructuras, un consejo directivo, el director ejecutivo, el departamento de consejo y los miembros de GNOME.
La fundación además puede generar material educativo y documentación para ayudar y fomentar el uso del software GNOME. Además de organizar conferencias técnicas relativas al entorno gráfico o representar a este en congresos patrocinados por terceros, ayudar a componer estándares técnicos para el proyecto o promover el uso y desarrollo de GNOME.

## Consejo directivo 2003-2004
El consejo directivo 2003-2004 salido de las elecciones lo constituye: 
- Owen Taylor, empleado de Red Hat.
- Glynn Foster, empleado de Sun Microsystems.
- Jody Goldberg, empleado de Novell.
- Jeff Waugh, empleado de Flow Communications.
- Luis Villa, empleado de Novell.
- Jonathan Blandford empleado de Red Hat.
- Nat Friedman (156 votes) - Novell.
- Leslie Proctor, independiente.
- Bill Haneman, empleado de Sun Microsystems.
- Dave Camp, empleado de Novell.
- Malcolm Tredinnick, empleado de CommSecure.

## Proyectos Fundación GNOME
- Mantener el escritorio Gnome.
- Crear documentación en varios idiomas sobre aplicaciones libres o como desarrollar estas.
- Proyectos de accesibilidad enmarcados con el nombre Proyecto GAP y que engloban desde la creación de herramientas accesibilidad, estándares y tutoriales para desarrolladores adapten sus aplicaciones y sean accesibles.